# Lepidosaphes schimae
Lepidosaphes schimae är en insektsart som beskrevs av Kawai 1972. Lepidosaphes schimae ingår i släktet Lepidosaphes och familjen pansarsköldlöss. Inga underarter finns listade i Catalogue of Life.